# Yasushi Akutagawa
Yasushi Akutagawa (em japonês 芥川 也寸志 Akutagawa Yasushi, Tabata, Tóquio, 12 de Julho de 1925 — Tóquio, 31 de Janeiro de 1989) foi um compositor e maestro japonês, filho de Ryunosuke Akutagawa.
Estudou composição com Kunihiko Hashimoto e Akira Ifukube no Conservatório de Música de Tóquio. Foi um dos membros dos Sannin no kai (Os Três) juntamente com Ikuma Dan e Toshiro Mayuzumi.
Em 1954, num período em que o Japão não tinha relações diplomáticas com a União Soviética, entrou na União Soviética ilegalmente, tornando-se amigo de Dmitri Shostakovich, Aram Khachaturian e Dmitriy Borisovich Kabalevskiy, sendo o único compositor japonês cujas obras foram publicadas oficialmente na União Soviética nesta altura.
As suas obras foram influenciadas por Stravinsky, Shostakovich, Prokofiev e Ifukube.
Foi ainda popular enquanto mestre de cerimónias em programas de televisão. Já enquanto educador, dedicou-se a uma orquestra amadora, a Shin Kokyo Gakudan (Orquestra Nova Sinfonia).
Após a sua morte, em 1990, foi estabelecido o prémio Akutagawa em sua memória.

## Obras
- Trinita Sinfonica (1948)
- Triptyque per orchestra d'archi (1953)
- la sinfonia Ellora (1957)
- l'opera lirica Orpheus in Hiroshima (1967)
- il Concerto Ostinato per violoncello e orchestra (1969)
- Sounds per organo e orchestra (1986)